# Luis Martínez (hiszpański bokser)
Luis Martínez Zapata (ur. 27 lipca 1925 w Sabadell, zm. 25 listopada 2008 w Nîmes) – hiszpański bokser, mistrz Europy z 1947,  olimpijczyk.
Zdobył złoty medal w wadze muszej (do 51 kg) na mistrzostwach Europy w 1947 w Dublinie, wygrywając w finale z Jamesem Clintonem ze Szkocji.
Odpadł w ćwierćfinale tej kategorii wagowej na igrzyskach olimpijskich w 1948 w Londynie po wygranych z Miksą Bondim z Węgier i Ronem Gowerem z Australii oraz porażce z Włochem Spartaco Bandinellim.
Był mistrzem Hiszpanii w wadze muszej w 1944, 1945, 1946 i 1947.
W 1948 przeszedł na zawodowstwo. Walczył w kategorii koguciej. Stoczył 7 pojedynków, z których wygrał 5, 1 przegrał i 1 zremisował. Nie walczył o żaden tytuł. Zakończył karierę w 1950.